# Landtagswahl in Salzburg 2004
- SPÖ: 17
- GRÜNE: 2
- ÖVP: 14
- FPÖ: 3

Die Landtagswahl in Salzburg 2004 fand am 7. März 2004 statt. Mit einem Erdrutschsieg konnte die SPÖ zum ersten Mal in der zweiten Republik den ersten Platz erreichen und Spitzenkandidatin Gabi Burgstaller zur Landeshauptfrau küren. Für die SPÖ handelte es sich bis zur Landtagswahl in der Steiermark 2015 (bei welcher die FPÖ den Rekord brechen konnte) um den größten prozentualen Zugewinn, der je von einer Partei in Österreich bei Landtagswahlen erzielt werden konnte.
Wilfried Haslauer, Spitzenkandidat der ÖVP, musste sich aufgrund leichter Verluste (−0,8 Prozent) mit der Position des Landeshauptmann-Stellvertreters zufriedengeben, die SPÖ konnte aus allen Richtungen Wähler gewinnen (+13,1 Prozent), am stärksten jedoch von der FPÖ, die mehr als halbiert wurde (−10,9 Prozent).
Die Grünen gewannen leicht hinzu (+2,6 Prozent), konnten aber kein drittes Mandat erreichen.
Obwohl es nun erstmals im Salzburger Landtag eine rot-grüne Mehrheit gab, wurde eine solche Koalition bereits zu Beginn von Burgstaller ausgeschlossen, welche vielmehr eine Zusammenarbeit mit der ÖVP forcierte.
| Amtliches Endergebnis                        | Amtliches Endergebnis | Amtliches Endergebnis | Amtliches Endergebnis | Amtliches Endergebnis | Amtliches Endergebnis |
| Partei                                       | Stimmen               | Prozent               | +/-                   | Mandate               | +/-                   |
| -------------------------------------------- | --------------------- | --------------------- | --------------------- | --------------------- | --------------------- |
| Sozialdemokratische Partei Österreichs (SPÖ) | 125.382               | 45,4 %                | + 13,1 %              | 17                    | + 5                   |
| Österreichische Volkspartei (ÖVP)            | 104.723               | 37,9 %                | - 0,8 %               | 14                    | - 1                   |
| Freiheitliche Partei Österreichs (FPÖ)       | 24.007                | 8,7 %                 | - 10,9 %              | 3                     | - 4                   |
| Die Grünen (Grüne)                           | 22.080                | 8,0 %                 | + 2,6 %               | 2                     | 0                     |
| Wahlbeteiligung                              | 282.659               | 77,3 %                |                       | 36                    |                       |